# Playa Saturno
Playa Saturno è il quarto album in studio del cantante portoricano Rauw Alejandro, pubblicato il 7 luglio 2023 dalla Sony Music. 
L'album ha debuttato al quarto posto della Billboard Top Latin Albums, nella classifica pubblicata il 22 luglio dello stesso anno.

## Tracce
1. Playa Saturno Intro – 1:15
2. Cuando baje el Sol – 2:46
3. Al callao' – 4:02
4. Cuki – 2:45
5. No me la molestes (con Ñejo & Dálmata) – 3:41
6. Picardía (con Junior H) – 3:35
7. Ponte nasty (con Jowell & Randy) – 4:02
8. Inquieto – 3:42
9. Hoy aquí – 3:07
10. Celebrando (feat. Ivy Queen) – 3:27
11. No me sorprende – 3:30
12. Diluvio – 3:17
13. Si te pegas (con Miguel Bosé) – 3:03
14. Baby, Hello (con Bizarrap) – 3:42